# Château fort de Landskron (Oppenheim)
Pour les articles homonymes, voir Landskron (homonymie).
Le château fort de Landskron (en allemand : Burg Landskron) aussi appelé Reichsburg Oppenheim est un château fort en ruine situé sur une colline près de la ville d'Oppenheim, dans l'arrondissement de Mayence-Bingen en Rhénanie-Palatinat. Sa façade principale est orientée vers le sud. Il permettait la surveillance de la vallée du Rhin, visible au sud du château fort.

## Histoire
Avant la construction du château fort de Landskron, il y avait probablement une fortification salienne ou de la Maison de Hohenstaufen sur le même site, qui fut détruite en 1118 en tant que « praesidium » en possession du roi Henri V par les troupes de l'archevêque Adalbert de Mayence.
Le château fort lui-même a probablement été construit au début du XIIIe siècle. La plus ancienne mention écrite du « Reichsburg Oppenheim » date de 1244. Ce château fut détruit en 1257 et 1275 par les citoyens d'Oppenheim lors d'un conflit avec les seigneurs du château au sujet de leurs privilèges. Cependant, Rodolphe Ier de Habsbourg a forcé les citoyens à reconstruire le château fort en 1281. En 1375, l'empereur Charles IV le confia à Ruprecht du Palatinat qui fit l’agrandir. Son petit-fils Ruprecht III lui succéda en tant que propriétaire et qui y mourut également. En 1615, le Prince-électeur Friedrich V ordonna de reconstruire le château fort comme un palais.
Le château brûla lors de l'incendie de la ville d'Oppenheim en 1621 pendant la guerre de Trente Ans. Pendant la guerre de Succession du Palatinat, les troupes françaises d'Ezéchiel de Mélac firent sauter le Bergfried en 1689. Dans les années suivantes, les citoyens utilisaient les ruines comme carrière.
Au XIXe siècle, les ruines deviennent la propriété de la ville d'Oppenheim, qui construit en 1875 une plate-forme panoramique sur les fondations du Bergfried. 1978, le Land de Rhénanie-Palatinat devient propriétaire du château fort et, entre 1990 et 1994, l'a fait rénover en profondeur et examiner archéologiquement.

## Organisation
Le château fort était sous l'administration des Burgmannen qui recevaient ces fiefs par la personne habilitée à disposer du château - d'abord le roi, puis le prince électeur palatin. Ils ont assuré sur place la fonctionnalité militaire de l’installation. La famille Scharfenstein faisait partie des familles qui occupaient ici une position Burgmann. Leur position est revenue à la famille Kämmerer von Worms par mariage en 1357.

## Utilisation actuelle
Les ruines du Landskron constituent désormais un décor en plein air pour le festival de théâtre de la ville d'Oppenheim et des concerts d'été ainsi que le point de départ et d'arrivée d'un parcours pédagogique sur le vin. Chaque année, dans la première quinzaine du mois de mai, s'y déroule un marché médiéval et le Spectaculum de la ville d'Oppenheim.
Depuis les ruines, vous avez une vue sur toute la Bergstrasse avec le Melibokus de 517 mètres de haut dans l'Odenwald, Worms avec la cathédrale, Ludwigshafen am Rhein avec la zone industrielle BASF et Mannheim avec la tour de télécommunications.

### Ce qui reste
Des vestiges importants des murs de l'ensemble du complexe du château fort, y compris le Palas à trois étages construit au XVIe siècle, sont encore conservés. L'architecture de la reconstruction montre partout des traces des styles architecturaux communs. La fontaine du château du XIIIe siècle est également exceptionnelle : Elle mesure près de 40 mètres de profondeur et possède une colonne d'eau d'environ 2,50 mètres. Aujourd'hui, l'eau est pompée à l'aide d'une pompe électrique submersible.

## Litérature
Classé par ordre alphabétique des auteurs/éditeurs :
- Magnus Backes: Staatliche Burgen, Schlösser und Altertümer in Rheinland-Pfalz. Regensburg 2003,  (ISBN 3-7954-1566-7), p. 134–137.
- Baur: Geschichte der Veste Landskron zu Oppenheim. Dans : Archiv für hessische Geschichte 2a, p. 66.
- Karl Becker: Von der Ruine Landskrone bei Oppenheim. Dans : Heimatjahrbuch Mainz-Bingen 15. 1971, p. 36–37.
- Eric Beres: Die Kämmerer von Worms und ihre Bedeutung für die Region um Wallhausen und Dalberg. Dans : Kurt Andermann (Hrsg.): Ritteradel im Alten Reich. Die Kämmerer von Worms genannt von Dalberg = Arbeiten der Hessischen Historischen Kommission NF Bd. 31. Hessische Historische Kommission, Darmstadt 2009.  (ISBN 978-3-88443-054-5), p. 137–154.
- Heinrich Büttner: Die Anfänge der Stadt Oppenheim. In: Archiv für Hessische Geschichte NF 24 (1952/53), p. 17–36.
- Christofer Herrmann: Burgruine Landskron Oppenheim. In: Edition Burgen, Schlösser, Altertümer Rheinland-Pfalz = Führungsheft 23. 1. Auflage 2004.
- Beate Schmid und Christofer Herrmann: Die Ruine Landskron in Oppenheim. Dans : Mainzer archäologische Schriften 2. Mainz 1998.
- Paul Krause: Die Stadt Oppenheim unter der Verwaltung des Reiches 1147 bis 1375. Diss. Phil. Frankfurt am Main 1992.

- Magnus Backes: Staatliche Burgen, Schlösser und Altertümer in Rheinland-Pfalz. Regensburg 2003,  (ISBN 3-7954-1566-7), p. 134–137.
- Baur: Geschichte der Veste Landskron zu Oppenheim. Dans : Archiv für hessische Geschichte 2a, p. 66.
- Karl Becker: Von der Ruine Landskrone bei Oppenheim. Dans : Heimatjahrbuch Mainz-Bingen 15. 1971, p. 36–37.
- Eric Beres: Die Kämmerer von Worms und ihre Bedeutung für die Region um Wallhausen und Dalberg. Dans : Kurt Andermann (Hrsg.): Ritteradel im Alten Reich. Die Kämmerer von Worms genannt von Dalberg = Arbeiten der Hessischen Historischen Kommission NF Bd. 31. Hessische Historische Kommission, Darmstadt 2009.  (ISBN 978-3-88443-054-5), p. 137–154.
- Heinrich Büttner: Die Anfänge der Stadt Oppenheim. Dans : Archiv für Hessische Geschichte NF 24 (1952/53), p. 17–36.
- Christofer Herrmann: Burgruine Landskron Oppenheim. Dans: Edition Burgen, Schlösser, Altertümer Rheinland-Pfalz = Führungsheft 23. 1. Auflage 2004.
- Beate Schmid und Christofer Herrmann: Die Ruine Landskron in Oppenheim. Dans : Mainzer archäologische Schriften 2. Mainz 1998.
- Paul Krause: Die Stadt Oppenheim unter der Verwaltung des Reiches 1147 bis 1375. Diss. Phil. Frankfurt am Main 1992.